# Platythomisus scytodimorphus
Platythomisus scytodimorphus is een spinnensoort in de taxonomische indeling van de krabspinnen (Thomisidae).
Het dier behoort tot het geslacht Platythomisus. De wetenschappelijke naam van de soort werd voor het eerst geldig gepubliceerd in 1886 door Ferdinand Karsch.